# Gerhard Jungmann
Gerhard Jungmann (* 4. April 1910 in Elberfeld; † 26. Januar 1981 in Bad Salzuflen) war ein deutscher Arzt und Politiker (CDU).

## Leben
Nach dem Abitur 1929 am Realgymnasium in Elberfeld nahm Jungmann ein Studium der Medizin an den Universitäten in München, Bonn und Kiel auf, das er 1934 mit dem medizinischen Staatsexamen und 1935 mit der Approbation als Arzt sowie mit der Promotion zum Dr. med. beendete. Anschließend arbeitete er an der Frauenklinik in Osnabrück und am Kreiskrankenhaus in Wernigerode. 
Zum 1. Mai 1933 trat er der NSDAP bei (Mitgliedsnummer 2.729.859) und war an führender Stelle auch in der SA aktiv. 
1938 war er als praktischer Arzt in Markoldendorf tätig. Von 1939 bis 1945 nahm er als Sanitätsoffizier der Reserve der Luftwaffe am Zweiten Weltkrieg teil. Unter anderem war er vom 19. Mai 1942 bis zum 31. Januar 1943 Gruppenarzt der IV. Gruppe des Kampfgeschwaders 55.
Jungmann arbeitete nach dem Kriegsende erneut als Allgemeinmediziner und war seit 1950 in ärztlichen Berufsorganisationen und Selbstverwaltungskörperschaften tätig. So war er unter anderem Landesvorsitzender des Verbandes der Ärzte Deutschlands (Hartmannbund) in Niedersachsen und Mitglied im Präsidium des Deutschen Ärztetages. Außerdem war er Vorsitzender der Akademie der Praktischen Ärzte. Er trat in die CDU ein und war von 1952 bis 1961 Ratsmitglied der Gemeinde Markoldendorf sowie Kreistagsmitglied des Kreises Einbeck. Von 1956 bis 1961 war er Mitglied des Niedersächsischen Landtages und hier von 1956 bis 1959 Vorsitzender der DP/CDU-Fraktion. 
Dem Deutschen Bundestag gehörte er von 1961 bis 1972 an. Er war stets über die Landesliste der CDU Niedersachsen ins Parlament eingezogen. Von 1961 bis 1969 war er stellvertretender Vorsitzender des Bundestagsausschusses für Gesundheitswesen, von 1969 bis 1972 dann des Bundestagsausschusses für Jugend, Familie und Gesundheit.

## Ehrungen
- 1968: Verdienstkreuz 1. Klasse der Bundesrepublik Deutschland
- 1969: Paracelsus-Medaille der deutschen Ärzteschaft.
- 1973: Großes Verdienstkreuz der Bundesrepublik Deutschland[5]